# Rebecca Evans
Rebecca Evans (Pontrhydyfen, 19 agosto 1963) è un soprano gallese.

## Biografia
È nata vicino a Neath ed ha studiato alla Guildhall School of Music and Drama di Londra.
Nel 1992 debutta a Edimburgo come protagonista in Rodelinda (opera) con Michael Chance per la Handel at Hopetoun seguita da First Naked Virgin in Moses und Aron con l'Orchestra Sinfonica Scozzese della BBC per l'Edinburgh International Festival.
Nel 1993 debutta al Royal Opera House, Covent Garden di Londra come Ines ne La favorita con Carlo Rizzi (direttore d'orchestra) per la Welsh National Opera ed in Edinburgh Laura in Die Freunde von Salamanka di Franz Schubert.
Nel 1994 in Edinburgh è Barbarina ne Le nozze di Figaro diretta da Charles Mackerras con Nuccia Focile, Alessandro Corbelli e Carol Vaness.
Nel 1995 debutta al San Francisco Opera come Zerlina in Don Giovanni (opera) diretta da Donald Runnicles con Samuel Ramey e Daniela Dessì.
Nel 1997 al Barbican Centre per il Covent Garden è First Shining One/Madam Wanton/Solo Soprano in The Pilgrim's Progress di Ralph Vaughan Williams diretta da Richard Hickox, alla Scottish Opera Vixen in Cunning Little Vixen di Leoš Janáček e debutta all'Opera di Chicago come Adele in Die Fledermaus con Felicity Lott, Thomas Allen, Timothy Nolen e Joyce Castle.
Nel 1999 al Metropolitan è Sophie in Werther (opera) diretta da Runnicles con Thomas Hampson (cantante) e Susan Graham e Susanna ne Le nozze di Figaro diretto da Edo de Waart con Ferruccio Furlanetto, la Graham, Paul Plishka, Delores Ziegler, Michel Sénéchal e Danielle de Niese.
Nel 2000 a San Francisco è Anne Trulove in The Rake's Progress con Bryn Terfel, Sophie in Der Rosenkavalier diretta da Mackerras ed Adina ne L'elisir d'amore.
Nel 2001 al Bayerische Staatsoper è Servilia ne La clemenza di Tito con Philip Langridge ed Andrea Concetti, Zdenka in Arabella (opera) con Renée Fleming e Sophie in Der Rosenkavalier con la Lott ed Angelika Kirchschlager.
Nel 2002 a Londra è Zerlina in Don Giovanni con Colin Davis (direttore d'orchestra), Terfel e Robert Lloyd, a Monaco di Baviera Nannetta in Falstaff (Verdi) diretta da Zubin Mehta con Terfel, Lucio Gallo, la Dessì e Jane Henschel ed al Met Zerlina in Don Giovanni diretta da Sylvain Cambreling con Dmitri Hvorostovsky, Barbara Frittoli, la Vaness ed Eric Halfvarson.
Nel 2003 a Londra è Nannetta in Falstaff diretta da Antonio Pappano con Terfel e Massimo Giordano (tenore) e Johanna in Sweeney Todd: The Demon Barber of Fleet Street (musical) con Allen ed a Monaco di Baviera in Saul (Händel).
Nel 2004 a Monaco è Susanna ne Le nozze di Figaro con Bo Skovhus e Magdalena Kožená.
Nel 2005 a Londra è Pamina in Die Zauberflöte diretta da Mackerras con Simon Keenlyside.
Nel 2006 a Chicago è Pamina in Die Zauberflöte con Sir Andrew Davis (direttore d'orchestra).
Nel 2007 a Londra è Despina in Così fan tutte diretta da Colin Davis con Matthew Polenzani, Lorenzo Regazzo, Allen ed Elīna Garanča.
Nel 2008 a Monaco è Ginevra in Ariodante (opera) con Sonia Prina e Despina in Così fan tutte.
A Londra nel 2010 è Mimì ne La bohème e nel 2011 Nella in Gianni Schicchi diretta da Pappano con Francesco Demuro e Gallo arrivando a 61 recite londinesi.
Vive a Penarth.

## Repertorio
| Ruolo                 | Titolo                      | Autore      |
| --------------------- | --------------------------- | ----------- |
| Venditrice di fragole | Morte a Venezia             | Britten     |
| Miss Jessell          | Il giro di vite             | Britten     |
| Ines                  | La favorita                 | Donizetti   |
| Adina                 | L'elisir d'amore            | Donizetti   |
| Romilda               | Serse                       | Händel      |
| Gretel                | Hänsel und Gretel           | Humperdinck |
| Bystrouska            | La piccola volpe astuta     | Janáček     |
| Cendrillon            | Cendrillon                  | Massenet    |
| Sophie                | Werther                     | Massenet    |
| Despina               | Così fan tutte              | Mozart      |
| Zerlina               | Don Giovanni                | Mozart      |
| Ilia                  | Idomeneo                    | Mozart      |
| Susanna               | Le nozze di Figaro          | Mozart      |
| Pamina Prima dama     | Die Zauberflöte             | Mozart      |
| Mimì                  | La bohème                   | Puccini     |
| Nella                 | Gianni Schicchi             | Puccini     |
| Liu                   | Turandot                    | Puccini     |
| Adele                 | Il pipistrello              | Strauss     |
| Marescialla           | Il cavaliere della rosa     | Strauss     |
| Anne Trulove          | La carriera di un libertino | Stravinskij |
| Nanetta Alice Ford    | Falstaff                    | Verdi       |

## Discografia
- Elgar: The Apostles - Hallé Orchestra/Sir Mark Elder/Rebecca Evans/Alice Coote/Paul Groves/Jacques Imbrailo/David Kempster/Brindley Sherratt/Sean Boyes/Thomas Kelly/Timothy Langston/Thomas Morss/Adam Player/Stefan Berkieta/Matthew Kellett/Graham McCusker/Daniel Shelvey/Hallé Choir & Youth Choir, 2012 Hallé Concerts Society
- Humperdinck: Hansel and Gretel - Jennifer Larmore/Rebecca Evans/Jane Henschel/Philharmonia Orchestra/Charles Mackerras, 2007 Chandos - Grammy Award for Best Opera Recording 2008
- Mendelssohn - A Midsummer Night's Dream - Rebecca Evans/Oxford and Cambridge Shakespeare Company/Joyce DiDonato/Ensemble Orchestral de Paris/Le Jeune Choeur de Paris/John Nelson (direttore d'orchestra), 2003 Erato
- Mendelssohn: Le Songe d'une nuit d'été - Ensemble Orchestral de Paris/Joyce DiDonato/Laurence Equilbey/Le Jeune Choeur de Paris/Rebecca Evans, 2002 EMI Virgin Erato
- Sullivan: Cox and Box - Trial By Jury - James Gilchrist/Donald Maxwell/Neal Davies/Richard Hickox/Royal Welsh College Chamber Choir of Music and Drama/BBC National Orchestra of Wales/Rebecca Evans/Matthew Brook/David Thaxton, 2005 Chandos
- Verdi, Rigoletto - Alastair Miles/Alexandru Agache/Barry Banks/Carlo Rizzi (direttore d'orchestra)/Chorus of Welsh National Opera/Fabrizio Visentin/Geoffrey Moses/Jennifer Larmore/Leontina Vaduva/Orchestra of Welsh National Opera/Patricia Bardon/Paula Bradbury/Peter Sidhom/Rebecca Evans/Richard Leech/Samuel Ramey, 1992 Teldec
- Vaughan Williams: Norfolk Rhapsodies Nos. 1 and 2, Pastoral Symphony, The Running Set - London Symphony Orchestra/Rebecca Evans/Richard Hickox, 2002 Chandos

## DVD & BLU-RAY
- Caird: Twin Spirits (Royal Opera House, 2007) - Sting/Trudie Styler/Derek Jacobi/Simon Keenlyside, Opus Arte